# 보도부인
보도부인(保道夫人 혹은 保刀夫人, ? ~ ?)은 신라 중기의 왕족이자 왕비로 법흥왕의 정비(妃)였다. 진흥왕의 외할머니이면서 큰어머니가 된다. 파도부인(巴刀夫人)이라고도 하며, 불교 승려로 출가한 이후 파도(巴刀)라는 법명을 사용하였다. 일설에는 박씨라고도 한다.

## 생애
《삼국유사》에 전하는 바에 의하면 내물 마립간의 다른 아들인 복호 갈문왕의 증손자가 되는 남편 법흥왕과 혼인했다. 아들이 없고 딸 지소부인만 있어 지소공주는 삼촌이 되는 입종 갈문왕(다른 이름은 사부지 갈문왕)에게 시집갔다. 지소공주는 후일 진흥왕 삼맥종과 숙흘종 형제의 어머니가 된다.《삼국사기》는 그녀를 박씨(朴)로 기록하고 있다.
《삼국유사》에 따르면, 법흥왕과 함께 법류(法流) 혹은 묘법(妙法)이라는 법호로 영흥사(永興寺)라고 하는 절을 짓고 그곳으로 출가했다고 한다. 그러나 《삼국사기》에 이러한 기록은 보이지 않으며, 부군 법흥왕이 퇴위했을 때 섭정직을 맡지 않고 딸인 지소태후가 대신 섭정을 하게 되었다.
(옥진의 어머니인 오도부인(묘심의 딸)과는 이부 자매이고, 흥도의 남편 기오공(홍기공의 아들)이나 문노의 아버지 비조부(호조의 아들)와는 이부 남매이다. 540년 남편 법흥왕이 붕어하고 그의 조카 진흥왕이 즉위 후 540년부터 541년까지 1년간 섭정을 맡기도 하였다.)

## 가계
- 아버지 : 묘심랑(妙心郞)
- 어머니 : 선혜부인(善兮夫人)
  - 자매 : 오도부인(吾道夫人)-위화랑의 처
    - 조카 : 옥진궁주 - 법흥왕의 후궁

  - 자매 : 김무력(金武力)에게 출가
  - 남편 : 신라 제 23대 왕 법흥왕(法興王)
    - 딸 : 지소태후(只召太后)
      - 외손자 : 24대 왕 진흥왕(眞興王)